# Born Free (Dexter)
"Born Free" ("Nacido libre" en español) es el duodécimo episodio y final de la primera temporada de la serie de televisión estadounidense Dexter, que fue estrenado el 17 de diciembre de 2006 en Showtime en los Estados Unidos. El episodio fue estrenado el 4 de mayo de 2008 en CTV en Canadá; el 14 de mayo de 2008 en FX en el Reino Unido; y el 28 de septiembre de 2008 en Network Ten de Australia. El episodio fue escrito por Daniel Cerone y la productora ejecutiva Melissa Rosenberg y fue dirigido por Michael Cuesta. Basado en la novela El oscuro pasajero de Jeff Lindsay, la temporada presentó muchas diferencias con la fuente original, principalmente en el período previo y en la revelación de la identidad del Ice Truck Killer. El episodio fue muy bien recibido por la crítica y Michael C. Hall fue nominado para un Globo de Oro por su papel como Dexter Morgan.
El episodio se centra en la confrontación final entre Dexter y el Ice Truck Killer. Tras secuestrar a Debra Morgan (Jennifer Carpenter), Rudy Cooper (Christian Camargo) se encuentra en la fase final de su plan para reunirse con su hermano perdido. El sargento James Doakes (Erik King) y la teniente Maria LaGuerta (Lauren Vélez) investigan el caso y Doakes empieza a sospechar que Dexter está involucrado. Mientras tanto, Paul Bennett (Mark Pellegrino) intenta convencer a Rita Bennett (Julie Benz) sobre quién es realmente Dexter.